# Pérols-sur-Vézère
Pérols-sur-Vézère is een gemeente in het Franse departement Corrèze (regio Nouvelle-Aquitaine) en telt 183 inwoners (2004). De plaats maakt deel uit van het arrondissement Ussel.

## Geografie
De oppervlakte van Pérols-sur-Vézère bedraagt 42,8 km², de bevolkingsdichtheid is 4,3 inwoners per km².

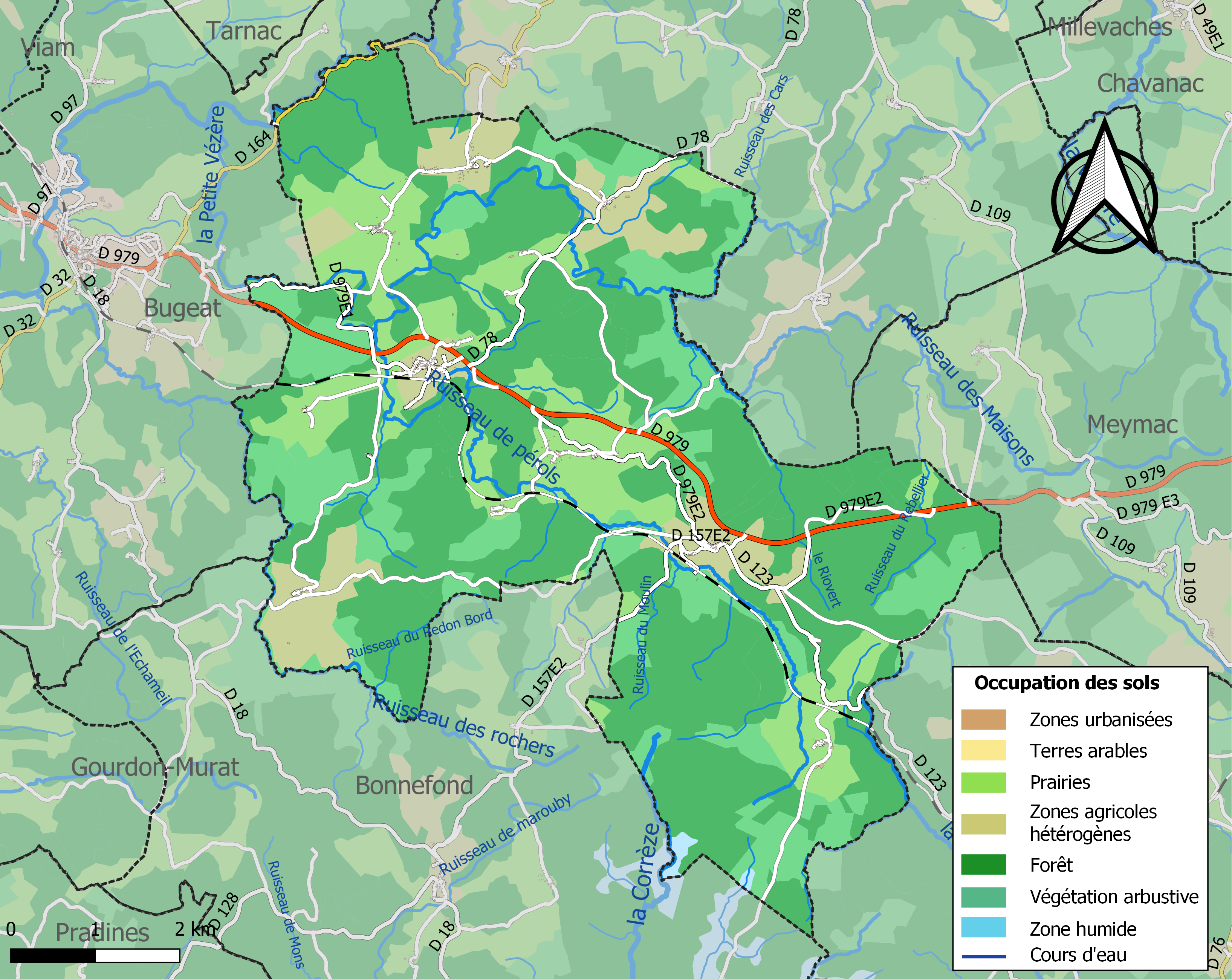
Kaart van de gemeente met de belangrijkste infrastructuur, bodemgebruik en omliggende gemeenten

## Verkeer
In de gemeente ligt de spoorweghalte Pérols.

## Demografie
Onderstaande figuur toont het verloop van het inwonertal (bron: INSEE-tellingen).